# Newtonior
Newtonior (Newtonia) är ett släkte i familjen vangor inom ordningen tättingar. Släktet omfattar fyra arter som förekommer enbart på Madagaskar:
- Mörk newtonia (N. amphichroa)
- Grå newtonia (N. brunneicauda)
- Spikskogsnewtonia (N. archboldi)
- Roststjärtad newtonia (N. fanovanae)